# Motivation
Motivation bezeichnet die Bereitschaft von Menschen und Tieren „zu einem bestimmten Verhalten. Sie wird von einer Vielzahl von inneren, äußeren und hormonellen Faktoren bestimmt“ und umfasst beim Menschen die Gesamtheit aller Motive und Beweggründe, die zum Handeln führen, und das auf emotionale und neuronale Aktivitäten zurückzuführende Streben nach Zielen oder wünschenswerten Zielobjekten. Motivationszustände werden allgemein als Kräfte verstanden, die im Handelnden wirken und eine Disposition zu zielgerichtetem Verhalten erzeugen. Es wird oft angenommen, dass verschiedene mentale Zustände miteinander konkurrieren und dass nur der stärkste Zustand das Verhalten bestimmt. Das bedeutet, dass man motiviert sein kann, etwas zu tun, ohne es tatsächlich zu tun. Der paradigmatische Geisteszustand, der Motivation bewirkt, ist die Begierde. Aber auch verschiedene andere Zustände, wie Glaubenshaltungen darüber, was man tun sollte, oder Absichten, können motivieren. Die Umsetzung von Motiven in Handlungen nennt man Volition.
Es wurden verschiedene konkurrierende Theorien über den Inhalt von Motivationszuständen aufgestellt. Sie werden als Inhaltstheorien bezeichnet und versuchen zu beschreiben, welche Ziele Menschen normalerweise oder immer motivieren. Die Bedürfnishierarchie von Abraham Maslow und die ERG-Theorie zum Beispiel gehen davon aus, dass Menschen bestimmte Bedürfnisse haben, die für die Motivation verantwortlich sind. Einige dieser Bedürfnisse, wie solche nach Nahrungsmitteln und Wasser, sind grundlegender als andere Bedürfnisse, etwa dasjenige nach dem Respekt von anderen. Nach dieser Auffassung können die höheren Bedürfnisse erst dann Motivation hervorrufen, wenn die niederen Bedürfnisse befriedigt sind. Behavioristische Theorien versuchen, Verhalten ausschließlich durch die Beziehung zwischen der Situation und dem äußeren, beobachtbaren Verhalten zu erklären, ohne explizit auf bewusste mentale Zustände Bezug zu nehmen.
Motivation kann entweder intrinsisch oder extrinsisch sein. Ersteres ist der Fall, wenn die Aktivität vom Handelnden deshalb angestrebt wird, weil sie ihm als an sich selbst interessant oder angenehm erscheint, letzteres, wenn das Ziel des Handelnden eine Belohnung ist, die sich von der Aktivität selbst unterscheidet. Es ist zugunsten der intrinsischen Motivation das Argument vorgebracht worden, dass sie zu besseren Ergebnissen führt als extrinsische Motivation. Theorien definieren hierbei intrinsisch aber unterschiedlich. Motivationszustände können auch danach kategorisiert werden, ob der Akteur sich seiner Beweggründe voll bewusst ist oder nicht: man unterscheidet demnach bewusste und unbewusste Motivation. Motivation steht in engem Zusammenhang mit der praktischen Rationalität. Diese setzt nach allgemeiner Vorstellung voraus, dass man genau dann zu einer Handlung motiviert ist, wenn man glaubt, dass man sie ausführen sollte. Ist jene grundlegende Voraussetzung nicht erfüllt, so resultiert daraus irrationales Handeln, das als Akrasia oder Willensschwäche bekannt ist und von einer Diskrepanz zwischen den tatsächlichen und den als angebracht betrachteten Handlungen gekennzeichnet ist.
Motivationsforschung wird in verschiedenen Bereichen betrieben. Von wirtschaftlichem Interesse etwa ist insbesondere die Frage nach der „Arbeitsmotivation“ von Angestellten und nach den Maßnahmen, durch die sie sich vom Arbeitgeber steigern lässt. Motivation ist wegen ihrer entscheidenden Rolle beim Lernen auch für Erziehungspsychologen von besonderer Bedeutung. Spezielles Interesse gilt in diesem Bereich den Auswirkungen von intrinsischer und extrinsischer Motivation.

## Analogie zwischen Motivation und Energie

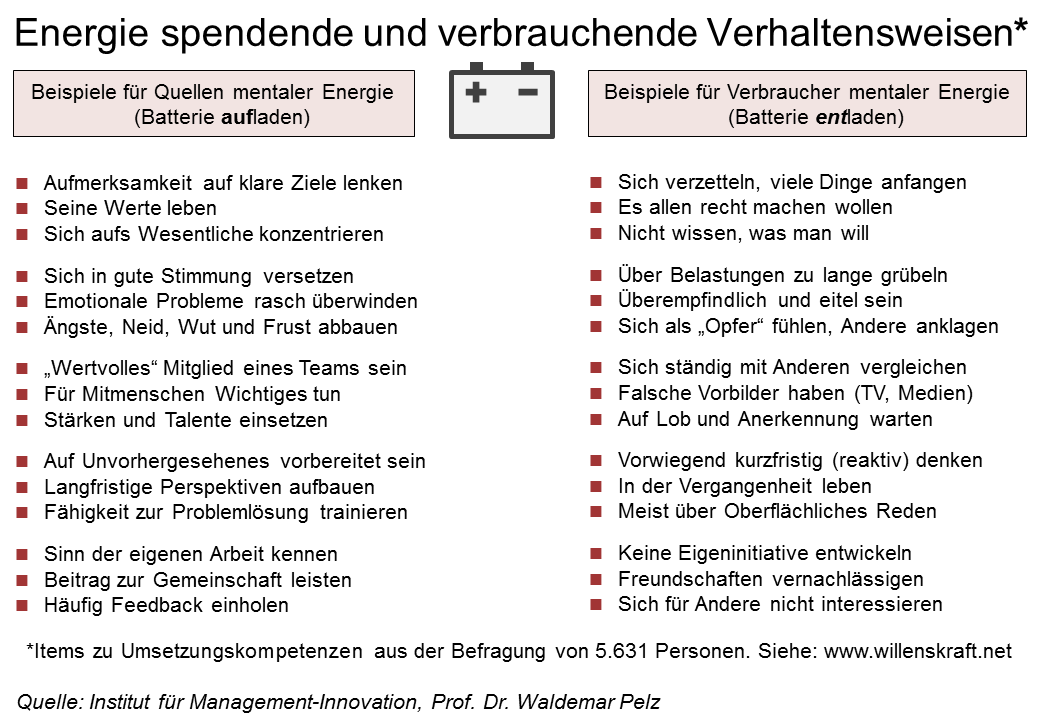
Abbildung: Motivation: Quellen und Verbraucher mentaler Energie

## Definition
Die Bezeichnung Motivation ist auf das lateinische Verb movere (bewegen, antreiben) zurückzuführen. Motivation wird allgemein definiert als das, was erklärt, warum Menschen oder Tiere zu einem bestimmten Zeitpunkt ein bestimmtes Verhalten einleiten, fortsetzen oder beenden. In der Motivationspsychologie versteht man unter Motivation die aktivierende „Ausrichtung des momentanen Lebensvollzugs auf einen positiv bewerteten Zielzustand“.
Motivationszustände treten in verschiedenen Stärkegraden auf. Je höher der Grad, desto wahrscheinlicher ist es, dass der Zustand einen Einfluss auf das Verhalten nimmt. Dies wird oft mit Kräften assoziiert, die innerhalb des Handelnden agieren und so zu zielgerichtetem Verhalten führen. Ein Problem bei der Definition von Motivation über innere Kräfte besteht darin, dass es sehr schwierig ist, diese zu messen, weshalb empirisch orientierte Theoretiker oft Definitionen bevorzugen, die stärker mit beobachtbarem Verhalten verbunden sind. Ein Ansatz besteht darin, Motivation im Hinblick auf die Flexibilität des Verhaltens des Tieres zu definieren. Diese Flexibilität beinhaltet zielgerichtetes Verhalten, das sich ändert, wenn das Tier durch neue Erfahrungen lernt. Ratten zum Beispiel können lernen, komplizierte Labyrinthe zu durchqueren, um ihren Hunger zu stillen. Das Fressverhalten von Fliegen hingegen ist nicht flexibel in diesem Sinne. Aus dieser Sicht ist es berechtigt, Ratten Motivationszustände zuzuschreiben, Fliegen jedoch nicht. Es wurde aber auch argumentiert, dass es Fälle von Motivation ohne flexibles Verhalten gibt. Eine völlig gelähmte Person könnte zum Beispiel immer noch eine Motivation haben, obwohl sie nicht in der Lage ist, ein Verhalten auszuführen. Das bedeutet, dass Flexibilität zwar ein hinreichendes, aber kein notwendiges Merkmal von Motivation sein kann. Einige Definitionen betonen die Kontinuität zwischen menschlicher und tierischer Motivation, während andere eine klare Unterscheidung zwischen den beiden treffen. Letzteres rührt oft von der Auffassung, dass menschliche Akteure aus Gründen handeln und sich auf die von ihnen gebildeten Absichten festlegen, während Tiere einfach nur ihrer stärksten Begierde folgen. Kausalistische Definitionen betonen den kausalen Zusammenhang zwischen der Motivation und dem daraus resultierenden Verhalten. Nicht-kausalistische Definitionen hingegen gehen davon aus, dass die Motivation das Verhalten auf eine nicht-kausale Weise erklärt.

### Motivation und Emotion
Die Bezeichnungen Motivation und Emotion sind etymologisch eng miteinander verwandt. Auch inhaltlich haben Emotionen viel mit motivationalen Zuständen gemeinsam. „Wie Motive energetisieren und organisieren Emotionen Verhalten: Zorn motiviert Vergeltung, Ekel motiviert Zurückweisung und Angst motiviert Vermeidung“. „Indem Emotionen signalisieren, ob etwas gut oder schlecht, gefährlich oder harmlos ist, und mit welcher allgemeinen Klasse von Verhaltensweisen (z. B. Flucht, Verteidigung) darauf reagiert werden sollte, spielen sie eine zentrale Rolle bei der Motivation zielgerichteten Verhaltens“. Als früh entwickelte, „vorrationale Steuerungsmechanismen“ ermöglichen sie schnelle, adaptive Verhaltensreaktionen.
Hermann Hobmair setzt z. B. Emotionen und Motivation gleich, da er beide Faktoren als psychische Kräfte, also die Antriebsformen des Menschen, definiert. Er umschreibt diese Kräfte mit den Befindlichkeiten des Menschen, aber auch von dessen Aktivwerden. Emotionen definiert er als „seelische Befindlichkeiten, körperliche Zustände und Emotionen, die das Verhalten beeinflussen“. Motivation sei „ein von Motiven gesteuerter Prozess des Angetriebenseins“. Hobmair betont, dass Emotion und Motivation eng miteinander verbunden sind und keine verschiedenen psychischen Prozesse darstellen, wie zuvor oftmals angenommen. Er zitiert in seinem Werk unter anderem aus Nolting/Paulus, 2002, S. 55: „Derselbe psychische Vorgang hat… sowohl eine Befindlichkeitsseite als auch eine Antriebs- bzw. Zielseite; und je nachdem, welche Seite man betonen will, spricht man von Emotion/Gefühl bzw. von Motivation.“
Zusammenfassend kann man diese Beziehung wie folgt darstellen: Die Aktivierung (zentralnervöser Systeme) ist Voraussetzung jeglicher Handlungen. Kommen zu dieser inneren Erregung angenehme oder unangenehme Empfindungen hinzu, handelt es sich um eine Emotion („Ich fühle mich wohl oder unwohl“). Wird eine Emotion mit einer Zielorientierung verknüpft, handelt es sich um ein Motiv. Während es sich bei einem Motiv um eine überdauernde, latente Disposition (Handlungsbereitschaft) handelt, bezeichnet der Begriff Motivation den Prozess der Aktivierung (auch: Aktualisierung) eines Motivs. Diese Aktivierung oder Umsetzung von Motiven nennt man in der neueren Motivationsforschung auch Volition.

## Geschichte
Motivation als zielgerichtetes Verhalten wurde zunächst genetisch, also durch angeborene Instinkte erklärt. Beispiele sind der Saug- oder Greifreflex eines Neugeborenen (Frühkindlicher Reflex). Im Laufe der Zeit wurden rund 6000 „Instinkte“ zusammengetragen und hierarchisch gegliedert. Derartige Typologien allein können allerdings das Verhalten nicht erklären. Deswegen folgten Theorien, die auf dem Paradigma der Homöostase basieren und das Bedürfnis in den Vordergrund rückten (drive-reduction theories). Demnach entsteht Motivation durch das Bedürfnis, ein physiologisches Gleichgewicht wiederherzustellen. Beispiele sind Hunger, Durst und Fortpflanzung; das Verhalten wurde somit auf Bedürfnisbefriedigung zurückgeführt. Motiviertes Verhalten existiert allerdings auch dann, wenn physiologische Bedürfnisse bereits befriedigt sind. Daher wurden Anreiz- oder Aktivierungstheorien entwickelt. Motivation resultiert ihnen zufolge aus dem Bestreben nach „optimaler Aktivierung“ (von Emotionen). Diese sind wiederum definiert als psychophysische Reaktionen, die mit der Aktivierung zentralnervöser Systeme einhergehen. Beispiel: Fragt man einen Bergsteiger, was ihn dazu motiviert, einen (anstrengenden und gefährlichen) Gipfel zu erklimmen, dürfte seine Antwort lauten: „Einfach weil der Berg da ist“. Dies ist zugleich ein Beispiel für gelernte Motive.
Die bedeutendsten Meilensteine der Geschichte von Motivationstheorien fassten Richard Steers Co-Autoren 2004 zusammen:
- Im antiken Griechenland hat man versucht, das menschliche Verhalten und seine Beweggründe mit dem Prinzip des Hedonismus zu erklären. Demnach liegt es in der Natur des Menschen, Vergnügen oder Lust anzustreben und Unlust oder Schmerz zu vermeiden. Der griechische Philosoph Aristippos, Schüler des Sokrates, sah in diesen subjektiven Empfindungen den wichtigsten Erkenntnisgrund für menschliches Verhalten.
- Eine Weiterentwicklung dieser Überlegungen waren die Ansätze des Utilitarismus von Jeremy Bentham und John Stuart Mill. Mit dem Aufkommen der (wissenschaftlichen) Psychologie im 19. Jahrhundert versuchte man, die Gründe und Ursachen des Verhaltens mit mehr oder weniger bewussten Instinkten und Trieben zu erklären.
- Am bekanntesten ist die Theorie von Sigmund Freud. Er stellte die Libido als Lebenstrieb (psychische Energie) in den Vordergrund seines Konzeptes. Dieser Trieb (aus dem Es) lenkt je nach internen und externen Rahmenbedingungen (Ich und Überich) die Wahrnehmung und das Verhalten des Menschen.
- William James und William McDougall, Zeitgenossen Freuds, fanden zahlreiche weitere Instinkte oder Grundbedürfnisse wie zum Beispiel Bewegungsdrang, Neugier, Harmoniestreben, Eifersucht, Sparen, Wissbegierde, Familie, Ordnung, Spiel, Sex, Kontakt, Aggression, Leistung oder Sympathie.[32]
- Weil die Konzepte von Freud und James das menschliche Verhalten mangels Validität nicht hinreichend erklären konnten, entstanden in den 1920er Jahren zahlreiche Ansätze der erlernten Motive, die das Verhalten durch Bestrafungs- und Belohnungsmechanismen steuern. Eine bedeutende Weiterentwicklung erfolgte in den 1950er Jahren durch Burrhus Frederic Skinner. Demnach erlernen Menschen durch Prozesse der positiven und negativen Verstärkung im sozialen Umfeld sowohl bestimmte Motive als auch Verhaltensweisen, die zur Befriedigung dieser Motive beitragen. Diese verfestigen sich als Schemata oder Gewohnheiten und machen das Verhalten erklärbar und voraussagbar. Dies dürfte ein wesentlicher Grund dafür sein, dass die aus den verhaltenswissenschaftlichen Konzepten entwickelte Kognitive Verhaltenstherapie die größten Erfolge bei der Behandlung psychischer Störungen empirisch nachweisen kann.[33]

Nach dem Aufkommen der so genannten Humanistischen Psychologie Anfang der 1950er Jahre als der „dritten Kraft“ neben der Tiefenpsychologie (Freud) und dem Behaviorismus (Skinner) entstanden zwei Theorien, die heute wegen unzureichender (empirischer) Validität als (wissenschaftlich) gescheitert gelten (gleichwohl sind sie allgemein bis heute recht bekannt):
- die Theorie der Motivation von Abraham Maslow und
- die Zwei-Faktoren-Theorie von Frederick Herzberg aus den 1960er Jahren; sie ist ebenfalls den so genannten Inhaltstheorien der Motivation zuzuordnen (gleiches wissenschaftstheoretisches Prinzip wie bei Freud, James und McDougall).[34]

 Als weiteres Modell dieser Art kam im Jahr 2000 die Taxonomie des US-amerikanischen Psychologen Steven Reiss (1947–2016) hinzu. Es ist
- die „Theorie der 16 Lebensmotive“ (auch „Reiss-Profile“ genannt).[35] Wie andere Taxonomien kann dieses Konzept das Verhalten nicht erklären oder voraussagen und beruht auf dem Barnum-Effekt. Demnach sind die Motive derart vage formuliert, dass sich jeder heraussuchen kann, was auf ihn zutrifft, und er hat nach dem Test das Gefühl, seine Person sei präzise beschrieben worden.[36]

Abbildung: Weg-Ziel-Modell der Motivation

In den 1960er- und 1970er-Jahren entstanden so genannte Prozesstheorien der Motivation. Zu den bekanntesten gehört das Modell von Lyman W. Porter und Edward E. Lawler (siehe Abbildung). Demnach ist die persönliche Anstrengung (Motivation) vom Wert der erwarteten Belohnung und von der Erfolgswahrscheinlichkeit der Handlung abhängig. Je nach Fähigkeit und Rollenwahrnehmung führt die Anstrengung zu bestimmten Leistungen (Ergebnissen). Wenn äußere und innere Belohnungen hinzukommen, steigt die Zufriedenheit, die wiederum zu neuen Leistungen antreibt. Zum besseren Verständnis sei betont, dass dem Modell von Porter und Lawler das Prinzip des Erwartungswertes zugrunde liegt: Handlungen entstehen durch Wünsche nach bestimmten Sachverhalten (Wertüberzeugungen) und Überzeugungen über Handlungen, die geeignet erscheinen, diese Wünsche herbeizuführen (Mittel-Überzeugungen). Folglich wählen Menschen unter mehreren Handlungsalternativen diejenigen aus, die den höchsten Erwartungswert haben.
Seit der ersten Publikation dieser Theorie kam es zu einer fast unüberschaubaren Fülle von Untersuchungen zu diesem Thema. Eine abschließende Einschätzung dieser Diskussion erscheint kaum möglich. Dennoch lassen sich zwei Forschungsschwerpunkte identifizieren:
1. Die lange Zeit vernachlässigte Untersuchung von mehr oder weniger unbewussten Emotionen, Motiven und Inhalten des emotionalen Gedächtnisses scheint durch Fortschritte der bildgebenden Verfahren in der Hirnforschung an Interesse zu gewinnen. Diesen Trend könnte man durch die Weiterentwicklung der klassischen projektiven und introspektiven Verfahren unterstützen.[40] Der wesentliche Grund dafür, dass man dieses Gebiet in der Forschung der letzten 20 Jahre weitgehend ausgeklammert hat, besteht darin, dass kein verlässlicher Zugang zum Unterbewussten existiert. Man muss den „Umweg“ über das Gedächtnis nehmen, und dieses ist äußerst unzuverlässig: Nach etwa drei Jahren sind rund 70 Prozent der Gedächtnisinhalte entweder verloren oder (durch begleitende Emotionen) „verfälscht“, weil Erinnerungen durch fehlerbehaftete Prozesse der Kodierung, Speicherung und Decodierung (re)konstruiert werden. Joseph LeDoux spricht deshalb von den „seven sins of memory“.[41]
2. Die zweite Forschungsrichtung konzentriert sich auf den Prozess der Umsetzung von Motiven oder Absichten in Handlungen im Rahmen der Theorien zur Selbstregulation (Volition).[42] Konkretisierungen dieses Konzeptes existieren in der Psychologie (siehe Volition (Psychologie)) und in der Managementwissenschaft (siehe Volition (Management)). Im Vordergrund steht dabei die Frage, wie man die Willenskraft und bestimmte Kompetenzen entwickeln kann, um (nicht messbare und meist unbewusste) Motive in beobachtbare und damit messbare Handlungen umzusetzen (siehe Umsetzungskompetenz).[43] Damit bekommt die Motivationsforschung eine pragmatische Wende – hin zur Lösung konkreter menschlicher Probleme in der Psychologie und im Management.[44] Beispielsweise haben June Tangney und Co-Autoren herausgefunden, dass Menschen mit überdurchschnittlichen Selbstregulierungs- oder Umsetzungskompetenzen weniger unter Stress leiden, ein höheres Selbstvertrauen besitzen und seltener von Ess-Störungen oder überhöhtem Alkohol- und Drogenkonsum betroffen sind; ihre persönlichen Beziehungen sind besser, und sie sind beruflich erfolgreicher.[45]

## Motivation und mentale Zustände
Motivation ist das, was erklärt, warum Menschen oder Tiere ein bestimmtes Verhalten zu einem bestimmten Zeitpunkt einleiten, fortsetzen oder beenden. Behavioristen haben versucht, solche Erklärungen ausschließlich über die Beziehung zwischen der Situation und dem äußeren, beobachtbaren Verhalten zu geben. Aber dasselbe Lebewesen verhält sich oft anders, obwohl es sich in der gleichen Situation wie zuvor befindet. Dies deutet darauf hin, dass die Erklärung auf interne Zustände der Entität Bezug nehmen muss, die die Verbindung zwischen Reiz und Reaktion vermitteln. Unter diesen internen Zuständen sind Psychologen und Philosophen vor allem an mentalen Zuständen interessiert. Der paradigmatische mentale Zustand, der Motivation zur Folge hat, ist die Begierde. Es wurde jedoch argumentiert, dass verschiedene andere Zustände, wie Glaubenshaltungen darüber, was man tun sollte, oder Absichten, ebenfalls motivierend wirken können.
Eine wichtige Unterscheidung ist die zwischen Zuständen, die Motivation liefern, wann immer sie bestehen, manchmal als „essentiell motivations-konstituierende Haltungen“ (essentially motivation-constituting attitudes) bezeichnet, während andere Zustände Motivation nur in Abhängigkeit von bestimmten Umständen oder anderen Zuständen liefern. Es wurde argumentiert, dass eine Begierde, eine Handlung auszuführen, eine sogenannte Handlungsbegierde (action-desire), immer Motivation liefert. Dies ist sogar dann der Fall, wenn der Handelnde sich gegen die Ausführung der Handlung entscheidet, weil andere dringlichere Probleme vorliegen. Eine instrumentelle Glaubenshaltung dazu, wie ein bestimmtes Ziel zu erreichen ist, erzeugt dagegen nur in Abhängigkeit davon Motivation, dass der Handelnde dieses Ziel gerade hat. Man kann sich außer Handlungen viele andere Dinge wünschen, z. B. dass die eigene Lieblingsfußballmannschaft ihr nächstes Spiel gewinnt oder dass der Weltfrieden hergestellt wird. Ob diese Wünsche motivierend wirken, hängt unter anderem davon ab, ob der Handelnde die Fähigkeit besitzt, zu ihrer Verwirklichung beizutragen. Während einige Theoretiker die Idee akzeptieren, dass Begierden für die Motivation wesentlich sind, haben andere argumentiert, dass man auch ohne Begierden handeln kann. Die Motivation könne stattdessen z. B. auf rationalen Überlegungen beruhen. Nach dieser Ansicht ist die Hinnahme einer schmerzhaften Wurzelkanalbehandlung in den meisten Fällen durch Überlegung motiviert und nicht durch eine Begierde nach der Behandlung. Begierde ist also möglicherweise für die Motivation nicht unbedingt erforderlich. Aber es steht den Gegnern der These, dass es Motivation ohne Begierde gibt, offen, die Darlegung solcher Beispiele abzulehnen. Stattdessen können sie argumentieren, dass die Teilnahme an der Wurzelkanalbehandlung in gewissem Sinne begehrt wird, auch wenn zugleich eine sehr lebhafter Widerwille dagegen vorhanden ist.
Eine weitere wichtige Unterscheidung ist die zwischen okkurrenten und stehenden Begierden (occurrent and standing desires). Okkurrente Begierden sind entweder bewusst oder anderweitig kausal aktiv, im Gegensatz zu stehenden Begierden, die irgendwo im Hinterkopf existieren. Wenn Dhanvi zum Beispiel damit beschäftigt ist, ihre Freundin davon zu überzeugen, dieses Wochenende wandern zu gehen, dann ist ihre Begierde zum Wandern okkurrent. Aber viele ihrer anderen Begierden, wie z. B. ihr altes Auto zu verkaufen oder mit ihrem Chef über eine Beförderung zu sprechen, sind während des Gesprächs bloß stehende Begierden. Nur okkurrente Begierden können als Motivationsquelle dienen. Aber nicht alle okkurrenten Begierden sind bewusst. Dies lässt die Möglichkeit einer unbewussten Motivation offen.

### Stärke des Begehrens und Handlung
Einige Theoretiker, oft solche aus einer humeanischen Tradition, bestreiten, dass andere Zustände als Begierden motivieren können. Wenn eine solche Ansicht mit der Idee kombiniert wird, dass Begierden in Graden auftreten, kann dies zu der These führen, dass man immer seiner stärksten Begierde folgt. Diese Theorie lässt sich dahingehend modifizieren, dass man immer dem Handlungsverlauf mit der höchsten Nettomotivationskraft folgt. Daraus lassen sich Fälle erklären, in denen mehrere schwächere Begierden alle denselben Handlungsverlauf empfehlen und zusammen die stärkste Begierde übertrumpfen. Gegen diese These wurden verschiedene Arten von Einwänden erhoben. Einige stützen ihre Argumente auf die Annahme eines freien Willens, was bedeutet, dass es dem Handelnden überlassen ist, was er tut. Aus dieser Sichtweise ist es natürlich, einen Standpunkt abzulehnen, bei dem das Verhalten durch Begierden und nicht durch den Handelnden selbst bestimmt wird. Andere verweisen auf Gegenbeispiele, etwa wenn der Handelnde aus Pflichtgefühl heraus handelt, obwohl er eine viel stärkere Begierde hat, etwas anderes zu tun. Eine Argumentationslinie besagt, dass es einen wichtigen Unterschied zwischen der Motivation auf der Grundlage einer Begierde und einer Handlungsabsicht gibt: Eine Absicht beinhaltet eine Art Verpflichtung oder Identifikation mit dem beabsichtigten Handlungsverlauf. Dies geschieht auf der Seite des Handelnden und ist bei regulären Begierden nicht vorhanden. Dieser Ansatz kann mit der Ansicht kombiniert werden, dass Begierden aufgrund ihrer Stärke irgendwie zur Bildung von Absichten beitragen. Es wurde argumentiert, dass diese Unterscheidung für den Unterschied zwischen menschlicher Handlungsfähigkeit und tierischem Verhalten wichtig ist. Nach dieser Ansicht folgen Tiere automatisch ihrer stärksten Begierde, während menschliche Akteure gemäß ihrer Absicht handeln, die mit ihrer stärksten Begierde übereinstimmen kann oder auch nicht.

## Quellen der Motivation

Grundmotive und deren Frustration nach McClelland

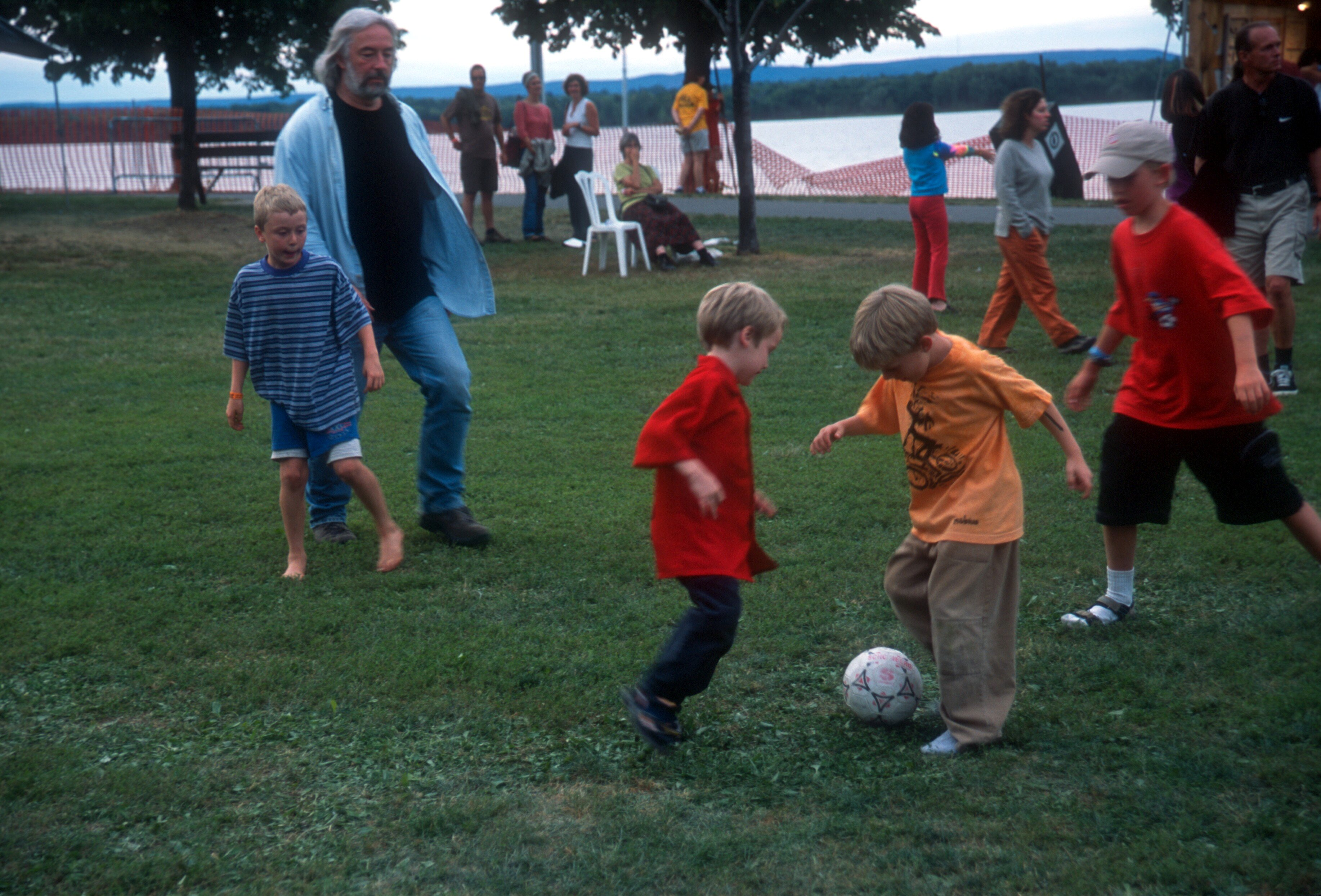
Spielen ist eine intrinsisch motivierte Tätigkeit

### Intrinsische Quellen

Quellen der Motivation (intrinsisch und extrinsisch)